# 巴蟾属
巴蟾属（学名：Barbourula）是两栖纲无尾目铃蟾科的一属，现仅存两种，分布于菲律宾和婆罗洲。
- 布桑加巴蟾（Barbourula busuangensis）
- 加都巴蟾（Barbourula kalimantanensis）